# Opština Demir Kapija
Demir Kapija (makedonsky Демир Капија) je opština na jihu Severní Makedonie. Demir Kapija znamená v turečtině železné dveře či železná brána. Demir Kapija je zároveň názvem města, které je centrem opštiny. Opština se nachází ve Vardarském regionu.

## Geografie
Opština hraničí s:
- s opštinou Negotino na severozápadě
- s opštinou Konče na severovýchodě
- s opštinou Valandovo na východě
- s opštinou Gevgelija na jihovýchodě
- s opštinou Kavadarci na jihozápadě

## Demografie
Podle posledního sčítání lidu v roce 2021 žije v opštině 3 777 obyvatel.
Etnické skupiny zde žijící jsou:
- Makedonci = 3 076 (81,44%)
- Turci = 376 (9,95 %)
- Srbové = 130 (3,44 %)
- ostatní a neuvedené = 195 (5,16 %)

## Osídlená místa v opčině
- Demir Kapija (centrum)
- Čelevec
- Čiflik
- Barovo
- Besvica
- Bistrenci
- Dren
- Košarka
- Korešnica
- Prždevo

V opštině se také nachází 5 vysídlených vesnic - Dračevica, Iberli, Klisura, Koprišnica a Strmaševo, dále pak 2 historická sídla Banja a Dublino. 